# Энгелькинг, Лешек
Лешек Мария Энгелькинг (пол. Leszek Maria Engelking; 2 февраля 1955, Хожув, Катовицкое воеводство или Бытом, Катовицкое воеводство — 22 октября 2022, Прушкув, Мазовецкое воеводство) — польский поэт, писатель, переводчик, литературный критик и литературовед.

## Биография
Его детство прошло в Бытоме (Верхняя Силезия). Окончил факультет полонистики Варшавского университета.
В 2003 году защитил докторскую диссертацию в Лодзинском университете, в котором работал. Преподавал также в других университетах (Ягеллонский университет, Варшавский университет, Университет Палацкого в Оломоуце, Чехия).
Член Объединения писателей Польши (пол. Stowarzyszenie Pisarzy Polskich) и польского ПЕН-клуба.
Жил в городке Брвинув вблизи Варшавы.
Публиковался во многих литературных журналах Польши и других стран.

## Признание
- Переводческая премия журнала «Literatura na Świecie» (1989, 2003, 2009, 2018)
- Премия Союза переводчиков Польши (2000)
- Чешская Премия Богемика (Premia Bohemica, 2003)
- Нагрудный знак «За заслуги перед польской культурой» (2006)
- Переводческая премия польского ПЕН-клуба (2010)

## Переводческие работы
Переводил с английского (Бэзил Бантинг, Чарльз Буковски, Хильда Дулитл, Уильям Батлер Йейтс, Ричард Каддел, Эми Лоуэлл, Дерек Махун, Ричард Олдингтон, Эзра Паунд, Кристофер Рид, Уильям Карлос Уильямс, Томас Эрнест Хьюм), русского (М. Агеев, Максимилиан Волошин, Николай Гумилёв, Владимир Набоков, Николай Рерих, Марина Цветаева, Ксения Некрасова, Сергей Завьялов), украинского (Павло Тычина, Ирина Жиленкo, Лина Костенко), белорусского (Андрей Хаданович), испанского (Хуана Инес де ла Крус, Хорхе Луис Борхес, Федерико Гарсиа Лорка), чешского и словацкого (Михал Айваз, Иван Блатный, Эгон Бонди, Вацлав Буриан, Олдржих Венцл, Иван Верниш, Ярослав Врхлицкий, Франтишек Галас, Ян Ганч, Йиржина Гаукова, Данела Годрова, Владимир Голан, Мирослав Голуб, Якуб Демл, Иван Дивиш, Милена Есенская, Йозеф Кайнар, Ладислав Клима, Йиржи Коларж, Людвик Кундера, Петр Микеш, Ярослав Сейферт, Ян Скацел, Йиржи Станек, Яхим Топол, Виктор Фишл, Вратислав Эффенбергер, Павол Орсаг Гвездослав, Милан Руфус и др.).

## Произведения

### Проза
- Szczęście i inne prozy, новеллы (2007)

### Поэзия
- Autobus do hotelu Cytera (1979)
- Haiku własne i cudze (1991)
- Mistrzyni kaligrafii i inne wiersze (1994)
- Dom piąty (1997)
- I inne wiersze (2000)
- Muzeum dzieciństwa (2011)
- Komu kibicują umarli? (2013)
- Suplement (2016)

Стихи и проза Энгелькинга переведены на английский, белорусский, верхнелужицкий, испанский, китайский, литовский, немецкий, русский, сербский, словацкий, украинский, французский, чешский и японский языки.

### Антологии
- Wyspy na jeziorze (1988; антология английской и американской поэзии)
- Oleg Pastier, Karol Chmel, Ivan Kolenič, Oko za ząb. Trzej współcześni poeci słowaccy (2006; антология словацкой поэзии)
- Maść przeciw poezji. Przekłady z poezji czeskiej (2008; антология чешской поэзии)

### Научные труды, эссе и литературная критика
- Vladimir Nabokov (1989)
- Vladimir Nabokov. Podivuhodný podvodník (1997; на чешском языке)
- Surrealizm, underground, postmodernizm. Szkice o literaturze czeskiej (2001)
- Codzienność i mit. Poetyka, programy i historia Grupy 42 w kontekstach dwudziestowiecznej awangardy i postawangardy (2005)
- Chwyt metafizyczny. Vladimir Nabokov — estetyka z sankcją wyższej rzeczywistości (2011)
- Nowe mity. Twórczość Jáchyma Topola (2016)
- Bytom w literaturze: dzieła, miejsce, zakorzenienie, tożsamość, mit (2018)
- Szwejkowie i Don Kichoci (2019)

## Публикации на русском языке
- Стихи / Перевод Александра Макарова-Кроткова и Стеллы Моротской //«Цирк Олимп» (Самарa), 1998, № 33.
- Стихотворения / Перевод В. Британишского // Польские поэты XX века: Антология. Т.II. — СПб: Алетейя, 2000. — С. 493—496.
- «Ненависть моя, что мне с тобой делать?» Стихи / Перевод В. Британишскοго, Н. Астафьевοй // «Всемирная литература» (Минск), 2001, № 12. — C. 41-43.
- Пять хайку / Перевод А. Привалова // Тритон: Российский альманах хайку и трёхстиший. Вып. 4. — М., 2003. — C. 109—110.
- Стихи / Перевод С. Завьялова / С. Завьялов. Мелика. — М.: Новое литературное обозрение, 2003. — C. 156—158.
- Стихотвopeниe «Бьют часы половину, какого — не ясно» / Перевод Eлена Бyeвич. / E. Буевич, Tы — пocpединe. — Нижний Новгоpoд: ФΓУИПП «Нижполигpaф», 2004. — C. 66
- Стихотворение «Сладость и боль выдыхает земля понемногу» / Перевод Елена Буевич. / Е. Буевич, Елица. — Черкассы: «Відлуння-Плюс», 2011. — С. 94
- Стихотворение // Сделано в Польше, век XX. Антология. Выбрал и перевёл Андрей Базилевский. — М.: Вахазар, 2009. — С. 443.